# Клинское княжество
Клинское княжество — удельное княжество Великого княжества Тверского в 1318—1418 годах с центром в городе Клин. Им управляла младшая ветвь тверских князей, именуемых Дорогобужскими. Долгое время ошибочно считалось, что они владели одноимённым тверским уделом с центром в городе Дорогобуж, который Н. М. Карамзин связывал с селом Дорожаево. Однако такой город источникам неизвестен. По данным В. А. Кучкина, данное название младшая ветвь тверских князей получила позже, в связи с временным правлением князя Андрея Дмитриевича в смоленском Дорогобуже. Основным уделом этой ветви тверских князей по прямым и косвенным указаниям был Клин. О существовании Клинского княжества писал польский автор Матвей Меховский.
Первым князем клинским («дорогобужским») был Константин Михайлович, Великий князь Тверской и третий сын Великого князя Владимирского и Тверского Михаила Ярославича. Последним князем был Юрий Андреевич, упоминавшийся в летописях как участник походов Ивана III Васильевича на Новгород в 1471 и 1478 гг.
По версии В. В. Богуславского, последним удельным князем был брат Юрия Андреевича, Осип Андреевич, убитый в 1530 году под Казанью вместе с сыном Иваном по прозвищу Пороша, от которого пошёл род Порошиных, которые уже не имели княжеского титула.